# Liberian Girl
Liberian Girl was de negende en laatste single van het album Bad van Michael Jackson uit 1989. De single werd alleen in Europa en Australië uitgebracht. Michael droeg dit nummer op aan zijn beste vriendin Elizabeth Taylor.
In de videoclip is een grote hoeveelheid van Michaels beroemde vrienden te zien op een Arabische bazaar, waar ze een video opnemen onder leiding van Steven Spielberg. De enige ster die er nog niet is, is Michael zelf. Aan het einde van de videoclip blijkt dat Michael zelf het hele tafereel aan het opnemen is.
In de videoclip waren de volgende sterren te zien:
- Paula Abdul
- Rosanna Arquette
- Dan Aykroyd
- Mayim Bialik
- Bubbles
- Jackie Collins
- David Copperfield
- Emily Dreyfuss
- Richard Dreyfuss
- Corey Feldman
- Lou Ferrigno
- Debbie Gibson
- Danny Glover
- Steve Guttenberg
- Jasmine Guy
- Whoopi Goldberg
- Sherman Hemsley
- Olivia Hussey
- Amy Irving
- Malcolm-Jamal Warner
- Beverly Johnson
- Quincy Jones
- Don King
- Virginia Madsen
- Olivia Newton-John
- Brigitte Nielsen
- Lou Diamond Phillips
- Rick Schroder
- Steven Spielberg
- Suzanne Somers
- John Travolta
- Blair Underwood
- Carl Weathers
- Billy Dee Williams
- "Weird Al" Yankovic

## Stem in het intro
De single begint met de Zuid-Afrikaanse zangeres Letta Mbulu, die de tekst in het Swahili zingt: "Naku Penda pia, Naku Taka pia, Mpenziwe!" (Ik hou ook van jou, ik wil jou ook, mijn lief!).

## NPO Radio 2 Top 2000
| Nummer met noteringen in de NPO Radio 2 Top 2000 | '18  | '19  | '20-'23 | '24  |
| ------------------------------------------------ | ---- | ---- | ------- | ---- |
| Liberian Girl                                    | 1942 | 1975 | -       | 1935 |

1. ↑  Een '-' betekent dat het nummer niet was genoteerd en een vetgedrukt getal geeft de hoogste notering aan.
2. ↑  2018 was het eerste jaar met een notering voor dit nummer.